# Santo André (Paraíba)
Santo André é um município brasileiro do estado da Paraíba, localizado na microregião do Sertão do Cariri (Oriental) Paraibano e na Região Geográfica Imediata de Campina Grande. De acordo com o IBGE (Instituto Brasileiro de Geografia e Estatística), no ano 2013 sua população era estimada em 2.565 habitantes. Área territorial de 225 km².

## Geografia
O município está incluído na área geográfica de abrangência do semiárido brasileiro, definida pelo Ministério da Integração Nacional em 2005.  Esta delimitação tem como critérios o índice pluviométrico, o índice de aridez e o risco de seca.

### Clima
Dados do Departamento de Ciências Atmosféricas, da Universidade Federal de Campina Grande, mostram que Santo André apresenta um clima com média pluviométrica anual de 521,1 mm e temperatura média anual de 23,9 °C.
| Dados climatológicos para Santo André         | Dados climatológicos para Santo André | Dados climatológicos para Santo André | Dados climatológicos para Santo André | Dados climatológicos para Santo André | Dados climatológicos para Santo André | Dados climatológicos para Santo André | Dados climatológicos para Santo André | Dados climatológicos para Santo André | Dados climatológicos para Santo André | Dados climatológicos para Santo André | Dados climatológicos para Santo André | Dados climatológicos para Santo André | Dados climatológicos para Santo André |
| Mês                                           | Jan                                   | Fev                                   | Mar                                   | Abr                                   | Mai                                   | Jun                                   | Jul                                   | Ago                                   | Set                                   | Out                                   | Nov                                   | Dez                                   | Ano                                   |
| --------------------------------------------- | ------------------------------------- | ------------------------------------- | ------------------------------------- | ------------------------------------- | ------------------------------------- | ------------------------------------- | ------------------------------------- | ------------------------------------- | ------------------------------------- | ------------------------------------- | ------------------------------------- | ------------------------------------- | ------------------------------------- |
| Temperatura máxima média (°C)                 | 32,2                                  | 31,6                                  | 31,0                                  | 30,3                                  | 29,1                                  | 28,0                                  | 27,9                                  | 29,1                                  | 30,6                                  | 32,1                                  | 32,8                                  | 32,8                                  | 30,6                                  |
| Temperatura média (°C)                        | 25,2                                  | 24,8                                  | 24,5                                  | 24,2                                  | 23,4                                  | 22,4                                  | 22,0                                  | 22,3                                  | 23,3                                  | 24,3                                  | 24,9                                  | 25,2                                  | 23,9                                  |
| Temperatura mínima média (°C)                 | 20,5                                  | 20,5                                  | 20,5                                  | 20,2                                  | 19,5                                  | 18,5                                  | 17,6                                  | 17,6                                  | 18,6                                  | 19,4                                  | 20,0                                  | 20,5                                  | 19,5                                  |
| Precipitação (mm)                             | 38,1                                  | 88,9                                  | 109,6                                 | 131,6                                 | 40,7                                  | 30,0                                  | 32,6                                  | 11,3                                  | 2,4                                   | 13,0                                  | 3,2                                   | 27,2                                  | 521,1                                 |
| Fonte: Departamento de Ciências Atmosféricas. |                                       |                                       |                                       |                                       |                                       |                                       |                                       |                                       |                                       |                                       |                                       |                                       |                                       |